# Virden (Illinois)
Virden je grad u američkoj saveznoj državi Ilinois. Prema popisu stanovništva iz 2010. u njemu je živjelo 3.425 stanovnika.